# مزرعة حاجي آقا (رباطات)
مزرعة حاجي آقا (بالإنجليزية: Mazraeh-ye Hajji Aqa)‏ هي منطقة سكنية تقع في إيران في يزد.